# Upper Balmoral
Upper Balmoral é uma comunidade localizada no Condado de Restigouche, New Brunswick, Canadá, com 1674 habitantes.